# Solange Ngo Bakoumé
Solange Ngo Bakoumé est une activiste camerounaise. Elle est engagée dans la protection de l'environnement, la défense des droits fonciers et les ressources naturelles des peuples autochtones pygmée au Cameroun.

## Biographie

### Débuts
Solange Ngo Bakoumé est originaire de la localité de Bagandé, plus connue sous le nom de Kilombo I, située à environ 30 km de la ville de Kribi dans la région du Sud Cameroun. Solange Ngo Bakoumé appartient à la communauté Bagyeli, un groupe appartenant aux peuples autochtones pygmées de la forêt du Cameroun.

### Activisme
Solange Bakoumé est désignée au sein de sa communauté comme porte-parole en 2010 avec pour mission d'être la voix de sa communauté pour dénoncer l’accaparement des terres, la pollution environnementale des agro-industries de l’hévéa et de l’huile de palme dans les campements Bagyeli̼,. Les Bagyelis, peuple autochtone qui vivait auparavant dans la forêt, avaient été incités par les autorités camerounaises à quitter la forêt pour cohabiter avec les bantous dans la localité de Kilombo. Selon Solange Bakoumé, au fil du temps, la cohabitation entre les deux communautés est devenue difficile. La communauté Bagyeli est victime de l’accaparement de ses terres du fait de l'extension des plantations de palmier à huile dans la localité. La communauté se dit marginalisée et victime d’abus de la part des agro-industries et des bantous, leurs voisins.  
En 2015, elle milite contre l'utilisation, par la Socapalm, des pesticides qui polluent la rivière Bakenda dans laquelle s'abreuvent les habitants de son campement. Grâce à son activisme, l'agro-industrie est contrainte de renoncer à l’extension de ses plantations dans certains villages Bagyeli et plusieurs campements Bagyelis sont dotés des points d’eau potable et d'un accès gratuit aux soins de santé. 
En 2022, à l'occasion de la journée internationale des droits des femmes, elle représente sa communauté à un atelier multi-acteurs organisé à Yaoundé par le Centre environnemental pour le développement (Ced). 

### Vie personnelle
Solange Ngo Bakoumé est mariée et mère de 5 enfants.